# Sanatori de Villablanca
El Mas del Plana o Sanatori de Villablanca és una masia a la partida de la Vinadera, al sud-est de la ciutat de Reus (Baix Camp), entre l'actual autovia de Bellissens i el camí dels Morts, al sud del Mas d'Espasa i vora els Masos del Larrard Nou i Larrard Vell. Se l'havia conegut també com a Mas de l'Aixemús i mas del Bessó al segle xix.
Cap al 1920, el filantrop reusenc Evarist Fàbregas reformà una antiga masia del segle xviii per a convertir-la en una residència senyorial al camp. L'edifici està format per un cos principal de planta rectangular, de planta baixa i dos pisos, i de dos cossos laterals de planta baixa perpendiculars al primer. Les façanes, totes blanques, estan decorades amb esgrafiats blaus que figuren garlandes i motius decoratius arquitectònics, que emmarquen les obertures, realitzats amb una estricta simetria. A la façana principal, on s'hi obren vuit balcons, hi ha un rellotge de sol també esgrafiat en blau, coronat per l'escut de Catalunya. Els dissenys de la decoració de les façanes i els esgrafiats són de Josep Rocarol, pintor i escenògraf, que ja havia treballat per Fàbregas en la decoració del Centre de Lectura de Reus, del Teatre Romea i al Banc de Catalunya a Barcelona.
Sobre la barana de la coberta hi ha una sèrie de copes decoratives de gran format. Als angles de la façana hi ha dues petites tribunes en forma de prisma octogonal amb coberta piramidal de revestiment ceràmic. Les finestres de la façana són de grans proporcions. L'edifici té trets d'arquitectura noucentista lligada a l'arquitectura barroca popular, per això incorpora un penell amb una campana, sobre una estructura de ferro forjat, i un rellotge de sol.
Per iniciativa del doctor Lartigau, de Tarragona, gendre d'Evarist Fàbregas, el Mas del Plana es transformà en hospital psiquiàtric Villablanca, que més endavant s'incorporà al Grup Pere Mata. L'edifici es va usar com a habitatge d'interns i residència de la comunitat de les monges que se n'ocupaven. Actualment està fora d'ús, ja que els serveis d'assistència se situen en edificis de nova construcció a l'entorn del Mas.